# The Lyons Mail
The Lyons Mail er en britisk stumfilm fra 1916 af Fred Paul.

## Medvirkende
- H.B. Irving som Lesurques / Dubosc
- Nancy Price som Janette
- Harry Welchman som Andre
- James Lindsay som Courriot
- Tom Reynolds som Founiard